# السياسة العسكرية اليابانية

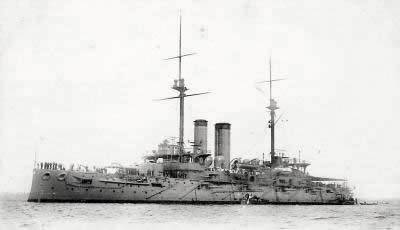
صورة للسفينة الحربية اليابانية أساهي عند الانتهاء منها في المملكة المتحدة، عام 1900

تشير السياسة العسكرية اليابانية (نيون غونكوكو شوغي) إلى أيديولوجية إمبراطورية اليابان التي تمثلت في ضرورة هيمنة السياسة العسكرية على الحياة السياسية والاجتماعية للأمة، ومساواة قوة الجيش بقوة الأمة.

## نبذة تاريخية

### بروز السياسة العسكرية
أثر الجيش بشكل واضح على المجتمع الياباني منذ استعراش مييجي. كان جميع قادة المجتمع الياباني تقريبًا خلال فترة مييجي (سواء في الجيش أو السياسة أو الأعمال) من الساموراي السابقين أو أحفاد الساموراي، وتقاسموا مجموعةً من القيم والرؤى. اعتبرت حكومة مييجي أن الإمبريالية الغربية المبكرة تهدد اليابان، وكان أحد الدوافع الرئيسية لسياسة فوكوكو كيوهي هو تعزيز الأسس الاقتصادية والصناعية لليابان، بهدف بناء جيش قوي للدفاع عن اليابان ضد القوى الخارجية.
أدى تصاعد التجنيد الإلزامي الشامل -الذي قدمه أريتومو ياماغاتا لليابان في عام 1873- إلى جانب المرسوم الإمبراطوري للجنود والبحارة في عام 1882، إلى تمكن الجيش من تلقين آلاف الرجال –المنحدرين من خلفيات اجتماعية مختلفة- قيمًا وطنيةً عسكريةً، بالإضافة إلى تلقينهم أن الولاء للإمبراطور بدون أي تشكيك هو أساس الدولة اليابانية. تأثر ياماغاتا –على غرار العديد من اليابانيين- بالنجاح المذهل الأخير الذي حققته بروسيا في تحويل نفسها من دولة زراعية إلى قوة صناعية وعسكرية رائدة حديثة. تقبّل ياماغاتا الأفكار السياسية البروسية التي فضلت التوسع العسكري في الخارج وفرض الحكومة الاستبدادية في الداخل. قلل النموذج البروسي من قيمة السيطرة المدنية على الجيش المستقل، الأمر الذي عنى أنه كان بإمكان الجيش أن يتطور في اليابان -كما في ألمانيا-  إلى دولة داخل الدولة، وبالتالي التأثير بشكل أوسع على السياسة بشكل عام.
أولت كلية أركان الجيش وهيئة الأركان العامة اليابانية -بعد انتصار ألمانيا في الحرب الفرنسية البروسية- اهتمامًا شديدًا بآراء الرائد جاكوب ميكل التي تعزو النصر الألماني إلى تفوق النموذج العسكري الألماني على النظام العسكري الفرنسي. أرسل رئيس الأركان البروسي هيلموت فون مولتكه الرائد ميكل إلى اليابان استجابةً لمطلب اليابان، ليصبح ميكل بعدها موظفًا أجنبيًا في مييجي. عمل ميكل في اليابان بشكل وثيق مع الجنرال تارو كاتسورا والجنرال أريتومو ياماغاتا (أصبح كل منهما لاحقًا رئيسًا للوزراء) ومع استراتيجي الجيش الجنرال كاواكامي سوروكو. قدم ميكل العديد من التوصيات التي نُفذت، بما في ذلك إعادة تنظيم هيكل قيادة الجيش إلى فرق وأفواج، وبالتالي زيادة التعبئة، وتعزيز الهيكل اللوجستي والنقل في الجيش مع ربط قواعد الجيش الرئيسية بسكك حديدية، وإنشاء قيادة مستقلة متمثلة في أفواج المدفعية والهندسة، ومراجعة نظام التجنيد الإجباري لإلغاء جميع الاستثناءات تقريبًا. نُصب تمثال نصفي لميكل أمام كلية أركان الجيش الياباني بين عام 1909 وعام 1945.
أثر ميكل بشكل هائل على تطوير الجيش الياباني على الرغم من أن فترة عمله في اليابان (1885- 1888) كانت قصيرةً نسبيًا. يُعزى الفضل إليه في تقديم نظريات كلاوزفيتز العسكرية والمفهوم البروسي لألعاب الحرب من خلال عملية صقل التكتيكات. تمكن ميكل من الاستعاضة عن التأثيرات السابقة للمستشارين الفرنسيين بفلسفاته الخاصة من خلال تدريب نحو ستين ضابطًا من كبار الضباط اليابانيين في ذلك الوقت على التكتيكات والاستراتيجية والتنظيم. عزز ميكل بشكل خاص من مفهوم الخضوع للإمبراطور الذي بدأه هيرمان رويسلر من خلال التأكيد للمتدربين أن النجاح العسكري البروسي جاء نتيجة الولاء الثابت لجميع رتب الضباط لسيادة الإمبراطور، كما هو مدون بشكل صريح في المادة 11 و12 و13 من دستور ميجي.
اقترن نهوض الأحزاب السياسية في أواخر فترة مييجي مع تصاعد نشأة الجمعيات الوطنية السرية وشبه السرية، مثل غينيوشا (1881) وخيلونغ خوي (جمعية التنين الأسود) (1901)، التي قرنت الأنشطة السياسية مع أنشطة القوات شبه العسكرية والمخابرات الحربية، ودعمت التوسع في الخارج كحل لقضايا اليابان الداخلية.
شعرت اليابان أن الدول الغربية تحط من قدرها خلال أواخر القرن التاسع عشر. ظهرت عبارة «فكوكو كيوهي» (أمة غنية وجيش قوي) خلال هذا الوقت، وأوضحت كيف نظر المسؤولون اليابانيون تجاه الإمبريالية، إذ اعتبروها وسيلةً لكسب الاحترام والقوة. انضمت اليابان إلى محور القوى الإمبريالية بسبب سياستها الخارجية الأكثر عدوانية، وانتصارها على الصين في الحرب اليابانية الصينية الأولى، وانتصارها على الإمبراطورية الروسية في الحرب الروسية اليابانية. عُززت الحاجة إلى جيش قوي لتأمين إمبراطورية اليابان الجديدة في الخارج بالشعور أن اليابان ستكسب احترام الدول الغربية -وبالتالي مراجعة المعاهدات غير المتكافئة- من خلال جيش قوي فقط.

### عوامل اقتصادية
ارتبطت حالة القوة العظمى باعتمادها على الإمبراطوريات الاستعمارية الغنية بالموارد، كمصدر للمواد الخام للإنتاج العسكري والصناعي، والمكانة الدولية.
كان لا بد من استيراد المواد الخام مثل الحديد والنفط والفحم بشكل كبير نتيجة نقص الموارد في الأرخبيل الياباني. أدى نجاح اليابان في تأمين تايوان (1895) وكوريا (1910) إلى تبوئها المركز الأول بين المستعمرات الزراعية. من ناحية الموارد، توجهت أنظار الجيش الياباني نحو الحديد والفحم في منشوريا، ومطاط الهند الصينية، والموارد الشاسعة للصين. كان الجيش على خلاف مع الشركات المالية والصناعية «زايباتسو» حول كيفية إدارة التوسع الاقتصادي، وهو صراع يؤثر أيضًا على السياسة المحلية.

### استقلالية الجيش
شكل التحرر من السيطرة المدنية على الجيش التي عانت منها القوات المسلحة اليابانية جزءًا من أساس نمو السياسة العسكرية. أنشأ الجيش الإمبراطوري الياباني مكتب هيئة الأركان العامة للجيش الإمبراطوري الياباني في عام 1878، على غرار هيئة أركان الحرب الألمانية. كان هذا المكتب مستقلًا عن وزارة الحرب في اليابان، وكان متساوٍ معها (ومتفوقًا عليها فيما بعد) من حيث السلطة. سرعان ما تبعت البحرية الإمبراطورية اليابانية هيئة الأركان العامة للبحرية الإمبراطورية اليابانية. كانت مكاتب الأركان العامة هذه مسؤولة عن تخطيط وتنفيذ العمليات العسكرية، وإبلاغ الإمبراطور مباشرةً. لم يقدم رؤساء الأركان تقاريرهم إلى رئيس وزراء اليابان على اعتبار أنهم ليسوا جزءًا من الحكومة، وبالتالي كانوا مستقلين تمامًا عن أي إشراف أو رقابة مدنية.
امتلك كل من الجيش والبحرية رأيًا حاسمًا في تشكيل (وبقاء) أي حكومة مدنية. وبما أن القانون يقتضي شغل الضباط القائمين على رأس عملهم ممن ترشحهم دوائرهم لمنصبي وزير الجيش ووزير البحرية، وبما أن القانون يتطلب أيضًا استقالة رئيس الوزراء إذا لم يتمكن من ملء جميع المناصب الشاغرة في وزارته، كان للجيش والبحرية القرار الحاسم في تشكيل الحكومة، واستطاعوا فضّ الحكومة في أي وقت عن طريق سحب وزيرهم ورفض ترشيح خليفةً له. في الواقع، لم يُستخدم هذا التكتيك سوى مرة واحدة فقط (وكان ذلك من المفارقات إذ استُخدم التكتيك لمنع الجنرال كازوشيجي أوغاكي من أن يصبح رئيسًا للوزراء في عام 1937)، ولكن كان التهديد باستعمال التكتيك من جديد يلوح في الأفق كلما قدم الجيش أي مطلب للقيادة المدنية.

### هجوم اليابان على بيرل هاربر
وقع الهجوم المفاجئ على بيرل هاربر في 7 ديسمبر من عام 1941. جاء الهجوم نتيجةً لعدة أحداث، مثل معارضة الشعب الياباني للغرب ووقف المفاوضات بين اليابان والولايات المتحدة. امتلكت اليابان خططًا للسيطرة على دول آسيوية أخرى، ما أدى إلى سلب الولايات المتحدة لأي مواد أو موارد حربية يُمكن أن تُباع لليابان، وتجميد جميع الأصول والحسابات المصرفية اليابانية في الولايات المتحدة. انتقل الأسطول الأمريكي المتمركز في كاليفورنيا إلى بيرل هاربر بهدف السيطرة على عدوان اليابان قدر الإمكان، وفرض حظر على المواد الأساسية، بسبب محاولة اليابان لاحتلال المزيد من الأراضي والسيطرة عليها.

### أعقاب الحرب
فقدت السياسة العسكرية اليابانية مصداقيتها بسبب فشل الجيش الياباني في الحرب العالمية الثانية والاحتلال الأمريكي لليابان، على الرغم من الجهود المبذولة لإضفاء الطابع العسكري على المجتمع الياباني أثناء الحرب، بما في ذلك نشر بعض التدابير مثل قانون مشروع الخدمة الوطنية وحركة التعبئة الروحية الوطنية. حوكم العديد من قادة اليابان العسكريين السابقين بعد إعلان الاستسلام أمام محكمة طوكيو بتهمة ارتكاب جرائم حرب. علاوةً على ذلك، نُقحت حكومة اليابان ونظامها التعليمي أكدت المادة التاسعة في دستور اليابان بعد الحرب على السلامية باعتبارها إحدى المبادئ الرئيسية لليابان.